# مایاگوانا

مایاگوانا (به لاتین: Mayaguana)  یک شهرستان در باهاما است که در ۵۶۰ کیلومتری جنوب پایتخت باهاما ناسائو واقع شده‌است.

## خصوصیات
جزیره مایاگوانا ۲۸۰ کیلومترمربع مساحت و ۳۱۲ نفر جمعیت دارد.